# Медовець бурий
Медо́вець бурий (Lichmera indistincta) — вид горобцеподібних птахів родини медолюбових (Meliphagidae). Мешкає в Австралії, на Новій Гвінеї та на островах Ару.

## Опис
Довжина птаха становить 12-16 см, розмах крил 18-23 см, вага 9-11 г. Самиці дещо менші за самців. Голова, спина, надхвістя і верхні покривні пера хвоста коричневі, крила темно-коричневі. За очима невеликі жовті плямки, на крилах і хвості тьмяні жовтувато-оливкові плямки. У самців лоб і тім'я темно-коричнево-сірі, потилиця бура. У самиць лоб і тім'я оливково-бурі, як і решта тіла. Молоді птахи схожі на самиць, плями за очима у них невиразні або відсутні. Дзьоб бурого медовця довгий, чорний, вигнутий, пристосований для споживання нектару з глибоких трубчастих квіток. Під час сезону розмноження внутрішня частина дзьоба у самців чорна, в негніздовий період — жовта. У самиць внутрічшя частина дзьоба завжди жовта, у пташенят — яскраво-жовта.
Бурим медовцям притаманний гучний, мелодійний щебет. Деякі дослідники вважали бурих медовців наймелодійнішими серед усіх медолюбів Австралії.

## Підвиди
Виділяють чотири підвиди:
- L. i. nupta (Stresemann, 1912) — острови Ару;
- L. i. melvillensis (Mathews, 1912) — острови Тіві;
- L. i. indistincta (Vigors & Horsfield, 1827) — південь Нової Гвінеї, Острови Торресової протоки, схід Австралії;
- L. i. ocularis (Gould, 1838) — захід, центр і північ Австралії.

Мангрового медовця (Lichmera limbata) деякі дослідники вважають підвидом бурого медовця. Генетичне дослідження 2017 року підтверджує тісний зв'язок між цими видами, які розділилися кілька десятків тисяч років тому.

## Поширення і екологія
Бурі медовці широко поширені в Австралії, за винятком південних регіонів. Вони живуть в різноманітних природних середовищах, які включають в себе тропічні і мангрові ліси, савани, чагарникові зарості, парки і сади. Бурі медовці сезонно кочують, переміщуючись у місця цвітіння квіткових рослин. 

## Живлення
Бурі медовці часто шукають їжу в складі змішаних зграй птахів, до яких можуть входити також рудогорлі мієлєро, чорногорлі медопійчики, тропічні медники і пекторалові медолюби.

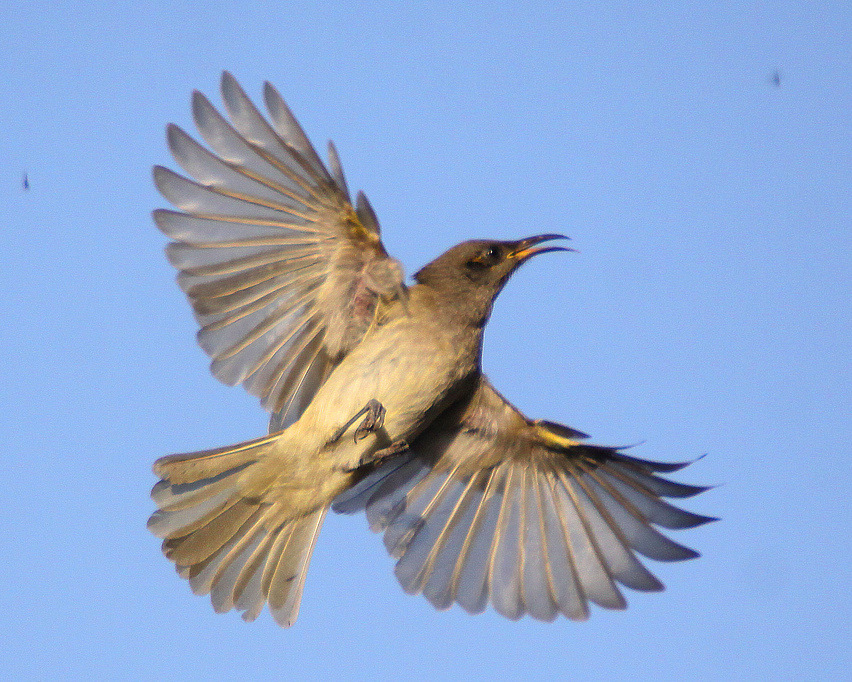
Бурий медовець ловить комах в польоті

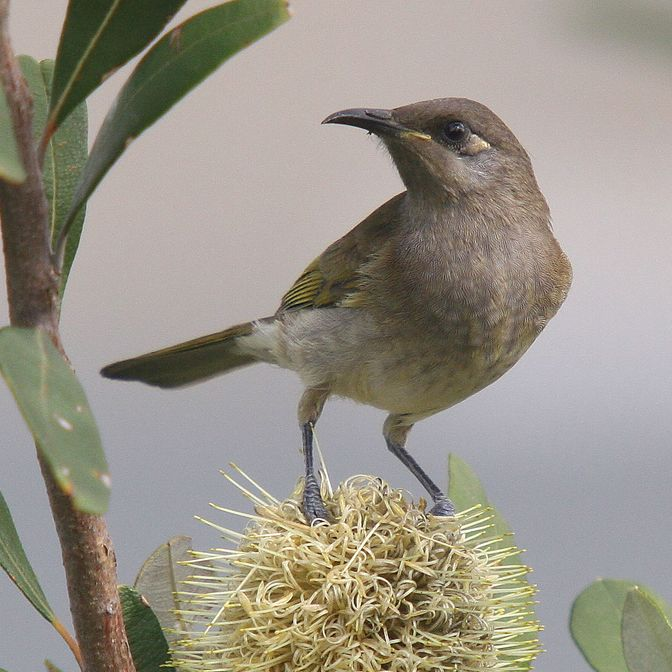
Бурий медовець на квітці банксії

Бурі медовці живляться переважно нектаром рослин. Вони віддають перевагу Eucalyptus miniata, банксіям і гревілеям. Також вони полюють на комах, яких шукають серед листя, а іноді ловлять в польоті або на землі.
Бурі медовці є найбільш активними рано вранці. Найбільш активно вони шукають їжу в перші години після пробудження Взимку, коли необхідно віднослювати більше енергії, бурі медовці живляться частіше.

## Розмноження
Початок сезону розмноження бурих медовців різниться в межах ареалу, однак в кожному окремому місці є стабільним. За сприятливих умов бурі медовці можуть гніздитися двічі на рік. Гніздо являє собою невелику глибоку чашу, сплетену з трави і м'якої кори Melaleuca, скріплену павутинням і встелену рослинними волокнами або шерстю. Воно розміщується на дереві, в розвилці гіроки, на висоті понад 2 м над землею. часто біля води, на відстані не менше 20 м від гнізда інших бурих медовців. Гніздо будує пара птахів.
Яйця бурих медовців білі, іноді коричнюваті або рожевуваті, їхні розміри становлять 17×13 мм. Вони можуть бути поцяткованими червонуватими або коричнюватими плямками. В кладці може бути 2-3 яйця. Лише самиця насиджує яйця, однак самець також допомагає доглядати за пташенятами. Пташенята покидають гніздо на 13-14 день, відсоток виживання пташенят становить 44%.

## Загрози
Гнізда бурих медовців можуть розорити хижі мурахи Oecophylla smaragdina і строкаті куравонги. Бурі медовці часто стають жертвами гніздового паразитизму з боку австралійських кукавок, рудохвостих дідриків і блідих зозуль.

## Збереження
МСОП класифікує цей вид як такий, що не потребує особливих заходів зі збереження. 